# 盗撮

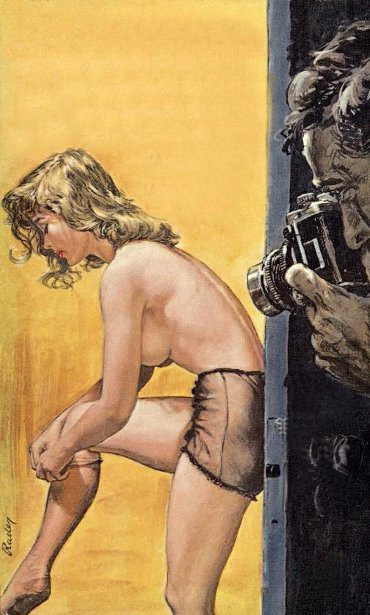
盗撮される女性（Paul Raderの作品）

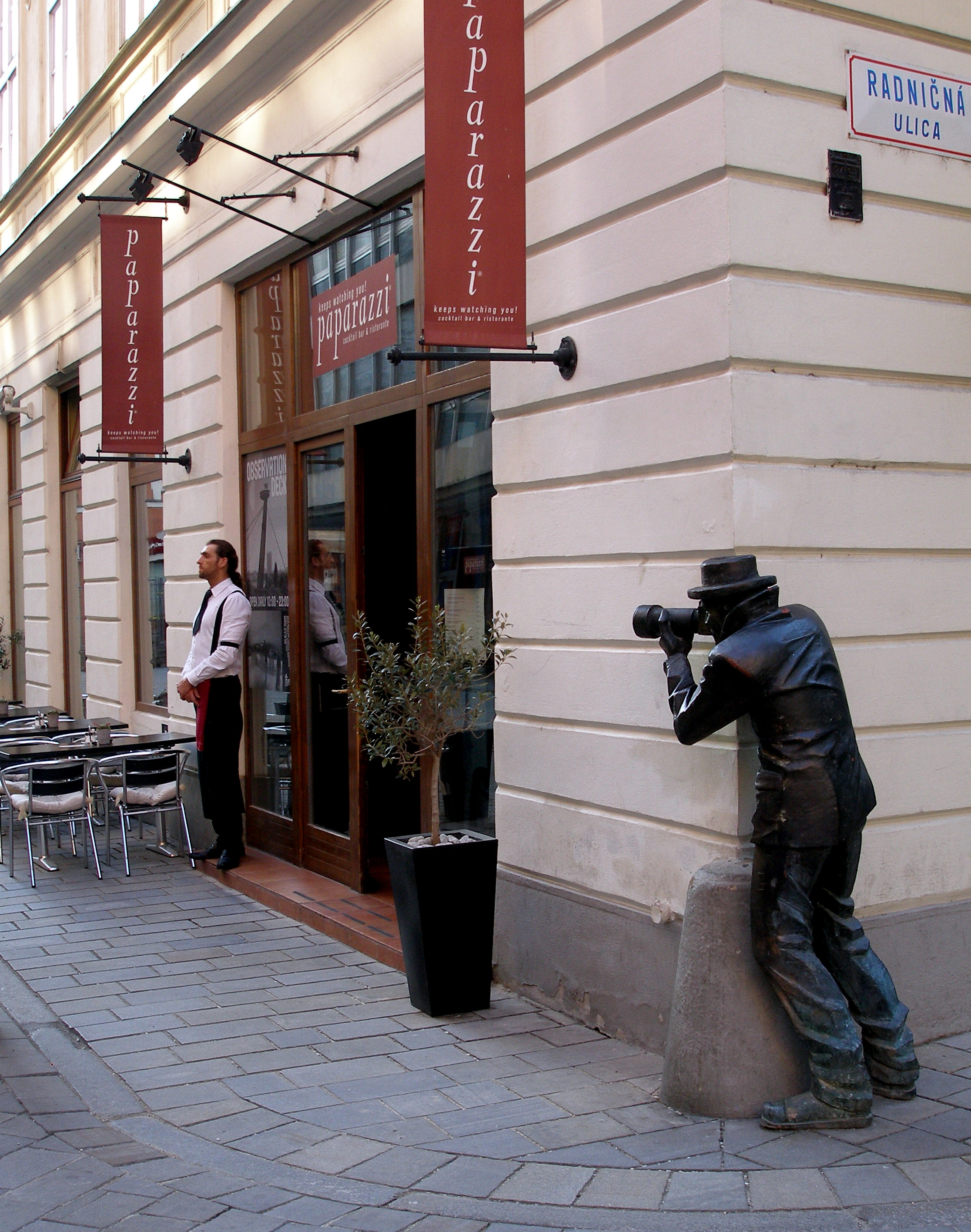
街角で身を潜めながらカメラを構える男の鋳像（スロバキア・ブラチスラバ）

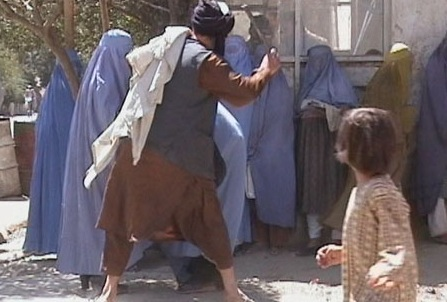
タリバンのメンバーが公の場で女性を暴行している様子をRAWAが密かに撮影したビデオの静止画

盗撮（とうさつ、英:secret photography, covert photography）とは、被写体に気付かれずに密かに撮影する・許可なく撮影する行為である
典型的には、スカートの中を密かに撮影することや、禁じられた美術品などを撮影すること、映画館などで上映中の映画をビデオカメラなどで撮影することなどである。なお、隠し撮りであっても正当な撮影目的がある場合は盗撮とはみなされにくい。

## 道具
スマートフォンや超小型カメラなどが盗撮に用いられる。懐中時計に収まるほど小型のスパイカメラは1880年代から存在していたが、1950年代の小型化と電子機器の進歩により、小型カメラや超小型カメラ（これらは「スパイカメラ」と呼ばれることが多い）の隠蔽機能と使用が大幅に増加した。小型カメラは例えば腕時計・ボールペン・サングラスといった身近なものに装う場合が多い。岩に擬態したカメラが押収された事例もある。
- 時計（置き時計、腕時計、掛け時計など）
- 眼鏡（サングラスなど）
- 文房具（ペン、消しゴムなど）
- 小型電子機器（USBメモリ、充電器、モバイルバッテリーなど）
- ボタン
- 火災報知器

## 日本
更衣室や便所、住宅など通常は人が衣服を脱ぐような場所での盗撮や、スカート内の卑猥目的の盗撮が発生している。階段・エスカレーターなどでの盗撮は上りエスカレーターでの発生が多いが、あえて下りエスカレーターで犯行におよぶ者もいる。下りエスカレーターでは下に目が行き後ろが無防備になりがちであるうえ、靴に小型カメラを仕込んで撮る場合はつま先を少し前に出すだけで撮影でき、また被写体の位置が近くなるためである。
盗撮罪を定める盗撮処罰法が施行された2023年より前は盗撮を罰する刑法の規定がなく、場合ごとに法律や条例を制定して禁止する方法を取っていた。盗撮の典型的な事例は、児童ポルノを目的とした撮影、映画館における上映中の映画の無許可撮影、衣服で隠蔽された身体や下着の無許可撮影などである。軽微な場合は厳重注意や出入り禁止で済む場合もあるし、程度が重大な場合は権利侵害について刑事や民事で争うことになる。

### 法律・条令

#### 迷惑防止条例
各地方自治体はそれぞれ迷惑防止条例を制定し、公共の場所や公共の乗物において、人の通常衣服で隠されている下着または身体を、写真機その他の機器を用いて撮影することについて、正当な理由なく人を著しく羞恥させるまたは人に不安を覚えさせる場合は刑事罰規定で取り締まりの対象としている。
迷惑防止条例によっては、衣服の全部もしくは一部を通常着けない状態でいる場所以外では、公共の場所または公共の乗物でしか卑猥目的の盗撮を取り締まることができない。例えば、奈良県警察の警察官が救急車内で女性の下着を盗撮したが、「救急車内は公共の場所では無い」という理由から立件されなかった。2008年2月、三重県警察の巡査がトイレにビデオカメラを設置して盗撮したことが発覚した際には、「飲食店のトイレは迷惑防止条例適用の条件となる『公共の場所』には入らない」（本部生活環境課）との見解が示され、罪が軽い軽犯罪法が適用された。そのため、京都府では2014年3月25日に迷惑防止条例を改正して「人の通常衣服で隠されている下着又は身体を、写真機その他の機器を用いて撮影」について「公共の場所若しくは公共の乗物」だけでなく「公衆の目に触れるような場所」も追加し、4月13日に施行された。
条例は自治体ごとに制定するため、盗撮行為に対して各都道府県で適用される規制にバラつきがある。例えば、16の県において、鉄道車両内での隠し撮りは違法となっても、駅トイレや学校、事業所内だと立件できないなどの事例が生じていることが明らかになっている。また、迷惑防止条例は、上空を都道府県間を越えて高速で移動する旅客飛行機内で卑猥目的の盗撮する行為の場合（例として日本航空1402便客室乗務員スカート内盗撮事件）において、どの都道府県の自治体の迷惑防止条例を適用するかが不明確となるため起訴しづらいという問題点がある。

#### 児童ポルノ禁止法
1999年に児童ポルノ禁止法が成立して以降は、18歳未満の児童を卑猥な対象として提供目的で盗撮する行為については「性欲を興奮させ又は刺激させ、衣服の全部又は一部を着けない18歳未満児童の姿態」と定義する児童ポルノの製造に該当するとして、児童ポルノ禁止法違反で刑事罰の対象となっている。2014年6月18日には「ひそかに児童ポルノに係る児童の姿態を写真、電磁的記録に係る記録媒体その他の物に描写すること」に該当すれば、提供目的に該当しなくても18歳未満の児童を卑猥な対象として盗撮する行為を児童ポルノ製造として、児童ポルノ禁止法違反で刑事罰の対象となるように法改正が行われ、7月15日に施行された。また、18歳以上でもわいせつな画像に抵触してインターネット上で有償で頒布する目的で盗撮記録を保管していれば、わいせつ電磁的記録有償頒布目的保管罪で摘発されることもある。

#### 肖像権・プライバシー権
報道機関が報道内容として後ろ姿やトルソのフレーミングで街なかや海岸などでの人物映像を利用することがあり、このような場合は公の報道の利益を考量したうえでの相当に慎重な画像利用が原則（相当性の法理）であり、気象報道や事件報道などの際に、海岸や街中でのスナップなどは被写体の承諾を特に取り付けることは一般に行われない。バラエティー番組などで芸能人の楽屋や打ち合わせ現場などに隠しカメラを設置し、芸能人の癖などを撮影するものがあるが、これは企画演出されたものであれ過渡的に不法行為に及ぶものであれ民事上の肖像権（及びプライバシー権）の範囲であり、他の違法性に抵触しない場合、許容されたものを放映されているものと見られる。公益性の高いニュース報道などにおける隠し撮りや隠しマイクについては、通常の取材では認められず「身分を隠しての取材」と同様に慎重な運用が必要と見られる。この場合も公然の取材では映像等が得られず、映像や音声なしでは報道目的が達成できず、報道目的が公益にかなう場合は許される場合もあり、特に非合法・反社会的対象への取材の場合には例外もあり得るとのガイドラインを規定するメディアも存在する。
テレビ番組などで、素人参加企画や街角どっきり企画などが成立しにくくなっている事情に、肖像権の取り扱いの厳格化（適正化）が影響しているとの指摘がある。

#### 著作権
ライブイベントにおける撮影・録音は肖像権と著作権を保護するため、日本では禁止される事が殆どである。盗撮が発覚した場合には、会場の管理者にその場で制止される，会場の管理者に画像や動画の削除を命じられる、会場の管理者に退場を命じられる、今後同じ主催者のイベントは出入り禁止になる、主催者から損害賠償を請求される等と言った処分が行われる可能性がある。盗撮を考慮して、専用の撮影機材の持ち込みを禁止したり、カメラ付き携帯電話の電源を切るところまで徹底する場合もある。ライブイベントの盗撮を主催者が禁止していたとしても、刑法では禁止されていないため、実際に盗撮が発覚した場合には権利侵害を巡って民事で争う事になる。海外では主催者が撮影を許可している事が多く、日本とは状況が全く異なる。

#### 盗撮罪
女性アスリートが性的に盗撮される問題を踏まえ、「盗撮罪」の創設などが訴えられている。法務省の性犯罪に関する刑事法検討会でも盗撮の規制が議論されており、2021年5月に報告書が提出されている。また、画像の拡散が選手に精神的被害を与えていることを踏まえ、「性的画像が刑事手続きとは無関係に簡単に削除できる仕組みが必要」と上谷弁護士は指摘している。
2021年（令和3年）9月16日、上川陽子法務大臣は法制審議会に対し盗撮自体を直接的に処罰する「盗撮罪」の新設について諮問を行った。法制審議会は刑事法（性犯罪関係）部会で性的盗撮罪の新設を含む刑法改正案について審議を行い、2023年（令和5年）2月3日同部会はその骨子案を同総会に報告することを決定、2月17日、法制審議会総会は齋藤健法務大臣に改正案の答申を行った。法務省は第211回国会（常会）に刑法改正案を提出し、盗撮処罰法が6月16日に可決・成立した。7月13日より施行されている。

#### その他
自己所有ではない施設に訪れて浴場内やトイレ内を盗撮をする行為は、建造物侵入罪によって3年以下の懲役または10万円以下の罰金の対応となる。また軽犯罪法では「正当な理由がなくて人の住居、浴場、更衣場、便所その他人が通常衣服をつけないでいるような場所をひそかにのぞき見た者」（第1条第23号）に対して拘留又は科料の刑事罰が規定されている。2015年4月18日の福岡高裁判決では「軽犯罪法1条23号所定の場所を視認し得る場所に撮影機能のある機器をひそかに置いて当該場所を撮影録画する行為は、のぞき見行為の中核的部分を既に実現しているものということができる」と判示しており、盗撮も軽犯罪法違反が適用できるとしている。
映画館において新作映画作品を盗撮することは、知的財産権の観点から映画の盗撮の防止に関する法律違反で刑事罰の対象となっている。
ドローンによる盗撮も行われているが、警察による摘発が追いついていない現状がある。

### 逮捕例・判例等
盗撮の場合は現行犯逮捕が多い。多くは被害者や周囲の人間が気付き、駆け付けた警察官によって盗撮データを確認されて逮捕される。
逮捕状を用いる通常逮捕の場合は、服を身に付けていない身体の部位を撮影しようとする明確な動態が条件となることが多い。
それらは概ね以下のケースになる。これらは外形的に明らかに疑うに足る証拠になるからである。
- スカートの中に撮影器具やカバン等を差し込む様子が防犯カメラに写っている
- トイレや脱衣場で撮影器具が押収され持ち主が特定される
- 盗撮を指摘された際に現場から逃走し、後に特定される
- 販売されたり他の容疑で押収された映像から余罪が発覚(スカート内、トイレ、風呂、検診等の映像)

#### 判例
服を着た人物の撮影でも、至近距離から寝顔、胸元、臀部などを接写したケースでは卑猥な言動と見做されて逮捕されるケースがある。ただし、服を着た容姿の撮影で逮捕状が発行されるケースは極めてまれである。具体的な例として、2008年11月10日の最高裁判所は迷惑防止条例の「卑わいな言動」を「社会通念上、性的道義観念に反する下品でみだらな言語又は動作」と定義した上で、2006年に北海道旭川市のショッピングセンターで女性（当時27歳）の後ろを執拗に付け狙い、カメラ付き携帯電話でズボンを着用した同女性の臀部を背後から1～3メートルと至近距離から11回気づかれずに撮影した盗撮行為について、「公共の場所で正当な理由なく被害者を著しく羞恥させ、被害者に不安を覚えさせるような卑わいな言動」に該当するとして有罪を維持する判決が出され、下着や裸体ではなく着衣の姿の盗撮を含む撮影行為であっても迷惑防止条例が禁止する「卑わいな言動」として取り締まりが可能となる判例が出た。これにより全国各地の海水浴場で水着姿の無断撮影が「卑わいな言動」とされ迷惑防止条例で取り締まる根拠とされていると弁護士による指摘がある。また、後ろ姿を盗撮して逮捕・起訴されたケースもある。
- 2013年10月から2014年3月にかけて盗撮に使用されると知りながら小型カメラが仕込まれた盗撮用運動靴を京都市左京区の会社員の男ら3人にインターネット販売し、盗撮を助長したとして、2014年7月に迷惑防止条例違反（盗撮）幇助の罪で盗撮用運動靴の販売業者の社長と従業員が逮捕された[40]。販売業者を盗撮幇助容疑で摘発したのは全国初である[41]。サイトでは　「盗撮禁止」の文字があったものの約20秒間のサンプル映像で女性のスカートの中の盗撮を露骨にイメージさせる宣伝をしていたことが幇助の重要な証拠となって2人が罪を認め、京都簡裁から社長に罰金50万円、従業員に罰金20万円の略式命令が出た[41]。さらに京都府警察は、盗撮靴型カメラの所持を禁止する法律はないものの盗撮を助長するとして、京都府在住の盗撮用運動靴の購入者36人を戸別訪問して盗撮用運動靴の任意提出を求め、すでに破棄したなどと回答した購入者を除く20人から任意提出された23足を、廃棄依頼書の記入を受けた上で廃棄した[42]。
- 2010年4月から2013年12月にかけて宮崎県における5件の性的暴行（強姦罪・強制わいせつ罪）に絡んで盗撮が行なわれていた事件では、弁護人が告訴を取り下げれば盗撮ビデオを処分すると被害者側に持ちかけていたが、この盗撮ビデオは後に当局に押収された。刑事裁判で弁護側はこのビデオについて「客とのトラブルに備えて撮影したもの」で犯罪[注 8]とは無関係であり、没収できないと主張したが、2018年6月26日に最高裁は「隠し撮りを被害者に知らせて処罰を求めることを断念させて刑事責任を免れようとしたと認められ、ビデオは犯罪のために使われたと言える」として没収可能との判断を示した[43]。

#### 違法収集証拠排除法則
法廷に提出するための証拠写真として「盗撮」を使用した場合、違法収集証拠排除法則により証拠能力が否定されることがある。ただし、監視カメラなど「犯罪が発生する相当高度の蓋然性が認められる場合」においては、被撮影者の許諾がなかったとしても、あらかじめ証拠保全の手段・方法をとっておく必要性があり社会通念に照らして相当と認められる方法で行われていれば、証拠能力は認められるとするのが判例の立場である（山谷監視カメラ事件）。

## 日本国外
盗撮は1900年代の選挙運動に関する情報収集以来、英国警察によって利用された。この他にエーリッヒ・サロモンも、帽子に隠されたエルマノックスカメラを使用して、秘密裏に欧州首脳会談と合衆国最高裁判所の画像を撮影した。ローワーイーストサイドのポール・ストランドのように古典的な初期の米国のストリート写真は、カメラに2番目の「ダミーレンズ」を固定することで撮られている。

## 事例

### 日本航空1402便客室乗務員スカート内盗撮事件
2012年9月、日本航空の機内で客室乗務員のスカート内が盗撮される事件が発生した。上空を高速で飛行する機内での事件であったため、都道府県ごとに制定される迷惑防止条例の適用が困難となった。

### アスリートの性的画像問題
女性アスリートに対する性的な目的での撮影も問題となっており、特に体型が現れやすく露出も多いユニフォームを採用する陸上、水泳、体操、フィギュアスケートでは性的な画像・動画を撮影していた撮影者が迷惑防止条例違反などで逮捕・起訴される事例が多い。不特定多数の観戦者が集まる会場で競技を行う関係上、女性アスリートは盗撮被害に遭いやすいため、会場内は原則撮影禁止として、違反したら警察に通報する対応が多く見られるようになった。

### 露天風呂での組織的盗撮事件
2019年から2021年にかけて、盗撮マニアグループが全国の露天風呂で女性客の盗撮を繰り返していた事件が発生した。

### 医師による健康診断盗撮事件
2021年と2022年に、岡山市、甲府市、西宮市で医師が健康診断中に上半身裸や下着姿の女子児童・女子生徒を盗撮する事件が発生した。これらの事件を機に健康診断の方法改善を求める運動が活発化している。

### 中高生による盗撮
性的姿態撮影処罰法が施行された2023年7月から2025年7月にかけての2年間で、中高生が同級生らを盗撮したとして摘発された人数が550人だった。そのうち約4割にあたる219人は校内で盗撮を行っていた。
2024年には、公立中学校の男子生徒が修学旅行先で入浴していた同級生を盗撮したとして埼玉県警に書類送検された。また、東京都の中高一貫校内で数十人が盗撮・SNSで画像を共有された事件では、複数の男子生徒が摘発された。2023年2月には、島根県の高校の女子寮の風呂場が盗撮の被害を受け、複数の男子生徒が書類送検された（詳細は石見智翠館高等学校#女子寮風呂盗撮事件）。

## ドキュメンタリーの撮影手法としての隠し撮り
ドキュメンタリーにおいては、軍事政権などは盗撮でしか撮影しえないため、社会に見せる公共性を伴う映像撮影の為に、隠し撮りに対して一概に否定出来ない。
何かと非難の多い『ザ・コーヴ』の「イルカ漁シーン」自体も、フリージャーナリストの綿井健陽は、社会に見せる公共性があり、隠し撮り以外で撮れないだろうとしている。また、映画監督の森達也は、ドキュメンタリーは盗撮の要素を否定してはありえない、通常の報道においても、群集を撮影するのに一々説明しない手前、盗撮的な要素は入るものであるという見方もある。
一部の美術写真家は秘密の盗撮写真という形式に魅了されている節もある。盗撮写真は、パウエル＆プレスバーガーの『Peeping Tom』やミケランジェロ・アントニオーニの『Blowup』などの映画でも中心的に探究されており、『Gregory's Girl』や『アメリカン・パイ』などの映画でコミカルな効果を発揮している。